# Edgar de Wessex
Edgar de Wessex (c. 1052 - c. 1126) foi o último Rei de Inglaterra anglo-saxão, e apenas nominalmente por poucas semanas após a morte de Haroldo II na batalha de Hastings, abdicando depois para Guilherme da Normandia. Nunca foi coroado, e passou à História como "Edgar, o Atelingo", título que designava o príncipe-herdeiro do trono anglo-saxão.
Edgar era neto de Edmundo II de Inglaterra e filho de Eduardo, o Exilado, que havia sido exilado para a Rússia com poucos meses de vida por Canuto, o Grande. Eduardo acabou por ser educado na Hungria, onde casou com Ágata Árpad. Desta união nasceram Edgar Atelingo e Santa Margarida, futura rainha da Escócia. Em 1057, Eduardo, o Confessor descobriu os familiares que viviam na Hungria e convidou-os a regressar. Como o seu pai morreu pouco depois, possivelmente assassinado pela facção de Haroldo Godwinson, Edgar tornou-se o herdeiro presumível do Confessor. 
Em 1066, Eduardo, o Confessor morreu e Haroldo passa à frente de Edgar Atelingo na sucessão, dado o perigo iminente de invasão e guerra. Depois da morte de Haroldo, Edgar torna-se finalmente rei com cerca de 14 anos. Mas nesta altura já Guilherme, Duque da Normandia se encontrava bem estabelecido no terreno e Edgar é forçado a abdicar no princípio de Dezembro. 
Guilherme encarregou-se de Edgar e enviou-o para viver na Normandia como convidado de honra. Nos anos seguintes Edgar organizou uma revolta contra Guilherme juntamente com o rei da Dinamarca. Em 1069 invadiram Inglaterra e conquistaram Iorque, mas o exército normando depressa recuperou o controlo da situação, obrigando Edgar a procurar refúgio na Escócia. No âmbito de um tratado entre Inglaterra e Escócia assinado em 1074, Edgar é entregue a Guilherme, que lhe perdoa novamente e o envia de volta para a Normandia.
Nos anos seguintes continuou a envolver-se na política inglesa, sem grande sucesso. Em 1099, Edgar juntou-se à Primeira Cruzada embora sem grande distinção. A última referência histórica a Edgar data de 1125. 